# Du finns alltid i mitt hjärta
Du finns alltid i mitt hjärta, släppt 2006, är ett album av Mona G:s orkester. Mona Gustafsson har själv skrivit 11 av de 14 låtarna på albumet.
Flera av låtarna gick in på Kalaslistan, "Om så himlen faller ner" (2003), "Om du tror att jag glömt" (2004). "Vem kan älska dig som jag" (2004), "Jag ska inte räkna tårarna" (2005), "Inte en dag utan dig (i mina tankar)" (2006) och "Så länge mina ögon ser" (2007).

## Spår
| Nr  | Titel                                  | Låtskrivare                   |
| --- | -------------------------------------- | ----------------------------- |
| 1.  | "Jag ska inte räkna tårarna"           | Mona Gustafsson               |
| 2.  | "Du finns alltid i mitt hjärta"        | Mona Gustafsson               |
| 3.  | "En vanlig enkel man"                  | Thomas Edström, Ulf Georgsson |
| 4.  | "Inte en dag utan dig (i mina tankar)" | Mona Gustafsson               |
| 5.  | "Om så himlen faller ner"              | Mona Gustafsson               |
| 6.  | "Rose Garden"                          | Joe South                     |
| 7.  | "Så länge mina ögon ser"               | Mona Gustafsson               |
| 8.  | "Varje gång jag ser dej"               | Mona Gustafsson               |
| 9.  | "Vem kan älska dig som jag"            | Mona Gustafsson               |
| 10. | "Ditt liv är nu"                       | Mona Gustafsson               |
| 11. | "En plats i mitt hjärta"               | Mona Gustafsson               |
| 12. | "Du drog din väg"                      | Bjørnar Haugen                |
| 13. | "Vem får kyssa dig god natt"           | Mona Gustafsson               |
| 14. | "Om du tror att jag glömt"             | Mona Gustafsson               |